# Кияма
Кияма (араб. يوم القيامة‎‎) — в ісламі день воскресіння (велика кияма), коли всі творіння стануть перед Аллахом і будуть відповідати за свої вчинки.  Водночас, малою киямою називають індивідуальну смерть кожної людини

У Корані й сунні міститься багато інформації про велику кияму. Зокрема, відзначається, що вона почнеться з двох звуків труби від ангела Ісрафіла. Після першого звуку труби весь всесвіт і все живе загине. Аллах знищить небо, зорі, моря. Після цього, Аллах знову створить нову землю, яка буде пласкою. Після другого звуку труби все людство воскресне. Після воскресіння розпочнеться Божий суд. Точного часу настання киями не знає ніхто, окрім Аллаха.

Дню великої киями будуть передувати знамення, описані в ісламських першоджерелах. Згідно з хадисами пророка Мухаммеда їх буде десять:

1. Схід сонця з заходу;

2. Зшестя туману;

3. Поява істоти Даббат аль-Арз;

4. Нашестя Яджуджа і Маджуджа (Гога і Магога);

5. Пришестя Іси;

6. Поява Даджала;

Затемнення сонця в трьох місцях —

7. На заході,

8. На сході,

9. В Аравії;

10. Вихід вогню в Адені, який пожене людей до місця зібрання

Киямою називається 75 сура Корану, на початку якої стоїть це слово. Це мекканська сура, вона складається з 40 аятів